# صموئيل بوولنجر
صموئيل بوولنجر هو سياسي كندي، ولد في 8 مايو 1909 في كندا، وتوفي في 13 يوليو 1989. حزبياً، نشط في الحزب الليبرالي الكندي. وقد انتخب عضو مجلس العموم الكندي.